# Louis Prosper Lofficial
Louis Prosper Lofficial, né le 28 novembre 1751 à Montigné-sur-Moine (Maine-et-Loire), mort le 8 juillet 1815 à Paris, est un homme politique de la Révolution française et du Premier Empire. 

## Biographie
Louis Prosper Lofficial est lieutenant général au bailliage de Vouvant lorsqu'il est élu représentant du tiers-état pour la sénéchaussée du Poitou aux États-généraux de 1789.  
Il est juge au tribunal de Parthenay lorsqu'il est élu, en septembre 1792, député pour le département des Deux-Sèvres, le sixième sur sept, à la Convention nationale. Au début de la session, il est élu membre du Comité des Domaines, suppléant au Comité de Législation et membre du Comité de Liquidation. Il siège sur les bancs de la Plaine. Au procès de Louis XVI, il vote la détention durant la guerre et le bannissement à la paix. Il vote en faveur de la mise en accusation de Marat et en faveur du rétablissement de la Commission des Douze. Lofficial est envoyé en mission, aux côtés de Chaillon, Delaunay, Gaudin, Menuau et Morisson, auprès de l'armée de l'Ouest entre frimaire an II et prairial an III (entre décembre 1794 et juin 1795). 
Il est député au Conseil des Cinq-Cents pour le département de la Marne le 27 vendémiaire an IV. Sorti du conseil en l'an VII, il est nommé juge consulaire à Angers, conseiller à la cour impériale en 1811.
Une rue porte son nom dans sa commune de naissance à Montigné-sur-Moine.

## Sources
- « Louis Prosper Lofficial », dans Adolphe Robert et Gaston Cougny, Dictionnaire des parlementaires français, Edgar Bourloton, 1889-1891 [détail de l’édition]